# Maria Reynolds
Maria Reynolds (z domu Lewis; ur. 30 marca 1768 w Nowym Jorku, zm. 25 marca 1828) – żona Jamesa Reynoldsa i kochanka Alexandra Hamiltona w latach 1791–1792. Zrobiło się o niej głośno z powodu pierwszego polityczno-seksualnego skandalu w USA.

## Wczesne życie
Maria Lewis urodziła się w Nowym Jorku 30 marca 1768. Jej matką była Susanna Van Der Burgh i jej drugi mąż, Richard Lewis. Miała przyrodniego brata Lewisa DuBois oraz pięcioro rodzeństwa z których przynajmniej dwie siostry, Susanna i Sara, dożyły dorosłości.
Jej rodzina nie należała do zamożnych. Jej ojciec był kupcem lub robotnikiem i nie potrafił napisać swojego nazwiska. Jej matka była w stanie się podpisać, zaś Maria była piśmienna, jednak brakowało jej wykształcenia.  Gdy miała 15 lat, 28 lipca 1783 poślubiła Jamesa Reynoldsa. Służył on w trakcie wojny o niepodległość i był starszy od niej co najmniej kilka lat. Po wojnie wielokrotnie starał się o odszkodowania i zwrot kosztów od rządu.
Miała jedną córkę z Reynoldsem o imieniu Susan, urodzoną 18 sierpnia 1785.

## W kulturze
W filmie biograficznym Alexander Hamilton z 1931 była grana przez June Collyer. Postać pojawiła się także w serialu George Washington II: The Forging of a Nation z 1986, gdzie była przedtawiona przez Lise Hilboldt.
W musicalu Hamilton z 2015 została zagrana przez Jasmine Cephas Jones.